# Big Brother 2014
Big Brother 2014 var den nionde säsongen av svenska Big Brother samt den sjunde norska säsongen. Likt säsongerna år 2005 och 2006 gjordes denna säsong i samproduktion mellan svensk och norsk TV (svenska TV-kanalen Kanal 9 och norska TV-kanalen FEM). Således var deltagarna i huset både från både Sverige och Norge. Adam Alsing och Pia Lykke var säsongens programledare. I denna säsong var Big Brother-huset placerat i en studio i Spånga utanför Stockholm och sändningarna pågick dygnet runt i 103 dagar mellan den 31 augusti och 11 december 2014. Den slutgiltiga vinnaren blev Anders Olsson, 28 år från Karlstad.
Efter varje utröstningsprogram höll musik- och humorgruppen De vet du i en egen webbtalkshow, där deltagare och andra personer intervjuades, framförallt den/de som fick lämna huset under säsongens gång.

## Om programmet

### Inför programstarten
Efter att TV4 hade producerat programmet i två säsonger åren 2011 och 2012 på TV11 meddelade TV4 att det av ekonomiska skäl inte skulle bli någon fortsättning till 2013. Istället kom SBS Discovery Media att köpa rättigheterna av TV4, vilket tillkännagavs den 24 april 2014. Innan TV4 köpte rättigheterna sändes Big Brother Sverige på Kanal 5, vilken SBS Discovery Media också äger. Således återtog SBS Discovery Media sändningsrättigheterna, även om den här säsongen sändes i Kanal 9 istället för i Kanal 5.
I samband med att SBS Discovery Media meddelade att de hade köpt tillbaka sändningsrättigheterna från TV4 inleddes en castingperiod för programmet. Denna casting hölls från början endast på programmets hemsida, men under senvåren gjorde programmet och produktionsbolaget Endemol även en turné där flera städer i Sverige besöktes. Ansökningsperioden avslutades den 8 augusti 2014. Under sommaren 2014 presenterades det också var huset skulle vara placerat liksom att Adam Alsing skulle komma att bli programledare för säsongen. Senare utökades informationen till att säsongen skulle omfatta en samproduktion mellan svensk och norsk TV.

### Sändningstider
Säsongen pågick mellan den 30 augusti och 11 december, och sändningarna kunde följas live dygnet runt av tittare i både Sverige och Norge. För att man som tittare i Sverige skulle kunna se sändningarna var man dock tvungen att skaffa så kallat premiumkonto på Kanal 9 Play. Precis som i tidigare säsonger klipptes enskilda program ihop som visade det bästa från dagen innan. Dessa program var 60 minuter (45 minuter utan paus) långa och sändes varje måndag-torsdag och lördag kl. 21.00. Som tittare kunde man se programmen gratis i sju dagar från sändningstillfället (dock med reklampauser) och med premiumkonto fanns avsnitten tillgängliga till och med den 18 maj 2017. I denna säsong flyttades utröstningen från söndagar till torsdagar kl. 22.00 och en timme senare satte talkshowen (med gruppen De vet du) igång på Kanal 9 Play.

## Händelser i huset

### Ståle lämnar huset
Den sjätte dagen i huset (5 september) tvingades deltagaren Ståle Vollan att lämna Big Brother-huset. Detta med anledning av att han hade lagt en tablett med ett receptbelagd läkemedel i ett glas avsett för deltagaren Felicia Moberg. Då regelverket för Big Brother säger att det är förbjudet att göra detta valde produktionen att ta ut Ståle ur huset med omedelbar verkan. Ståle kom två dagar senare att ersättas av en ny deltagare.

### Förlovningen
Likt de två senaste säsongerna (2011 och 2012) skedde en förlovning i huset även i denna säsong. Under den trettionionde dagen (8 oktober) i huset valde deltagarna John och Julia att förlova sig. Först skedde förlovningen öppet för de övriga deltagarna i huset, därefter gick paret in i husets biktrum där de fick äta en champagnemiddag.

### John och Philip lämnar huset
Den 41:a dagen (10 oktober) blev deltagarna John och Philip beordrade av Big Brother att lämna huset med omedelbar verkan. Detta efter att de misstänks ha sexuellt trakasserat deltagaren Caroline i huset. Då detta bryter mot husets regler var produktionen tvungen att diskvalificera bägge deltagarna för deras uppförande.

### Utröstningstwist
I livesändningen den sextionionde dagen gjorde programmet en så kallad utröstningstwist. De två nominerade som fick lägst antal röster av tittarna (Malin och Thorbjørn) blev först "utröstade" ur huset. Därefter fick de kvarvarande deltagarna i huset besluta vem av de två som skulle få komma tillbaka in i huset igen. Deltagarna i huset valde att Thorbjørn skulle få komma in i huset igen.

## Wildcards

### Boxen
Dagen före premiären av denna säsong, den 30 augusti, gick fyra deltagare in i ett av Big Brother-husets rum kallat "Boxen". Själva rummet var endast sju kvadratmeter stort och hade en takhöjd på 1,6 meter. Av de fyra deltagarna kom två från Sverige och två från Norge. Under vistelsen i "Boxen" fick deltagarna veta att endast två stycken skulle gå vidare till riktiga huset. Tittarna skulle via programmets hemsida rösta fram en kille och en tjej, medan övriga två fick lämna tävlingen omgående. Hela "Boxen"-äventyret direktsändes via Big Brothers hemsida men under det första dygnet också genom en livesändning på tidningen Expressens hemsida. De fyra deltagarna i "Boxen" var (de fetmarkerade blev klara för tävlan i huset):
- Anna Andersson, 23 år, Vendelsö.
- Erland Slettmoen, 27 år, Jessheim.
- Sondre Hjertaas, 20 år, Sarpsborg.
- Krisse-Ly "Krissy" Kuldkepp, 22 år, Vallentuna.

### Tjejerna i huset valde jokrar
Under den första utröstningen presenterades deltagaren Christoffer Bedin som en joker i tävlingen. Det sades dock inte då när han skulle få gå in i huset. Det visade sig att Big Brother gav tjejerna i huset i uppdrag under veckan att få välja ut en ny deltagare som skulle få gå in i huset. Från början fick tjejerna under några dagar presenterat tre killar där de fick välja en av dessa och dagarna därpå fick de chansen att välja in fler deltagare.
Den första deltagaren som valdes ut var tidigare utröstade "Boxen"-deltagaren Sondre Hjertaas, därefter valde de Anton Allansson, och slutligen den tidigare presenterade jokern Christoffer Bedin. Under den elfte dagen i huset fick tjejerna välja bland tre tjejer, däribland fanns tidigare utröstade "Boxen"-deltagaren Krisse-Ly Kuldkepp. Det var också hon som sedan blev vald att gå in i huset på riktigt.

### Jokrar i livesändningar
Under den andra livesändningen presenterades ytterligare två jokrar i tävlingen: först Jenny F (i huset kallad Jenny F. för att inte förväxla med en av husets deltagare med samma förnamn) från Stockholm, som var en av tjejerna som valdes bort av tjejerna i huset, och sedan Jenny F kompis Ioana Valentina Pintea från Oslo. Pintea gick dock in i huset några dagar senare p.g.a. sjukdom. Inför den femte veckans livesändning presenterades deltagaren Malin Irgens Hylland från Oslo som en ny tävlande. I livesändningen den 47:e dagen presenterades ytterligare två jokrar (Johanna Zetterström och Henrik Brækhus) i huset. Den senare hade tidigare blivit bortvald av tjejerna i en tidigare runda att få gå in i huset då.

## Deltagare i Big Brother-huset
Timmarna innan premiären den 31 augusti presenterades totalt 12 deltagare som fick gå in i huset den första dagen. Därefter kompletterades huset med ytterligare två deltagare från momentet "Boxen" (se ovan) samt senare fyra stycken jokrar (varav de två utröstade "Boxen"-deltagarna) som fick gå in huset under den andra tävlingsveckan. Den sjunde dagen i huset (6 september) meddelade Big Brother att norrmannen Thomas Weyshaupt skulle få gå in i huset som ersättare för Ståle Vollan, som tidigare hade fått lämna huset p.g.a. regelbrott. Mellan dag 12 och 47 i huset släpptes ytterligare fem personer in i huset som jokrar, men därefter låstes huset för fler personer att gå in. Totalt tävlade 24 personer i huset varav 12 var från Norge och 12 från Sverige.
| Deltagare                   | Ålder | Stad         | In i huset (dag) | Lämnade huset (dag) | Anmärkning                                                                              |
| --------------------------- | ----- | ------------ | ---------------- | ------------------- | --------------------------------------------------------------------------------------- |
| Anders Olsson               | 28    | Karlstad     | 1                | 103                 | Originaldeltagare och vinnare.                                                          |
| Anna Andersson              | 23    | Vendelsö     | 2                | 103                 | Röstades in i huset via "Boxen"-tävlingen. Slutade på andra plats i finalomröstningen.  |
| Anton Allansson             | 24    | Falköping    | 9                | 19                  | Wildcard. Valdes in av tjejerna i huset, utröstad av tittarna.                          |
| Caroline Urdalen            | 25    | Kristiansand | 1                | 54                  | Originaldeltagare. Utröstad av tittarna.                                                |
| Christoffer Bedin           | 25    | Borås        | 10               | 82                  | Wildcard, valdes in av tjejerna i huset. Utröstad av tittarna.                          |
| Erland Slettmoen            | 27    | Jessheim     | 2                | 103                 | Röstades in i huset via "Boxen"-tävlingen. Slutade på tredje plats i finalomröstningen. |
| Felicia Moberg              | 22    | Grums        | 1                | 12                  | Originaldeltagare. Utröstad av tittarna.                                                |
| Henrik Brækhus              | 29    | Oslo         | 47               | 61                  | Wildcard. Utröstad av tittarna.                                                         |
| Ioana Valentina Pintea      | 26    | Oslo         | 16               | 28                  | Wildcard. Lämnade huset frivilligt.                                                     |
| Jenny Fernandez-Bolstad     | 25    | Sortland     | 1                | 96                  | Originaldeltagare. Utröstad av tittarna.                                                |
| Jenny F                     | 25    | Stockholm    | 12               | 33                  | Wildcard. Utröstad av tittarna.                                                         |
| Johanna Zetterström         | 26    | Sollentuna   | 47               | 89                  | Wildcard. Utröstad av tittarna.                                                         |
| John Dalin                  | 23    | Salem        | 1                | 41                  | Originaldeltagare. Tvingades lämna huset p.g.a. regelbrott.                             |
| Julia Krischel              | 29    | Hammarö      | 1                | 40                  | Originaldeltagare. Utröstad av tittarna.                                                |
| Krisse-Ly "Krissy" Kuldkepp | 21    | Vallentuna   | 11               | 102                 | Wildcard. Valdes in av tjejerna i huset. Lämnade huset frivilligt dagen före finalen.   |
| Malin Irgens Hylland        | 21    | Oslo         | 33               | 69                  | Wildcard. Utröstad av tittarna samt av deltagarna i huset.                              |
| Mari-Lene Mestre            | 20    | Haugesund    | 1                | 33                  | Originaldeltagare. Lämnade huset frivilligt.                                            |
| Paulina Engfors             | 23    | Tyresö       | 1                | 5                   | Originaldeltagare. Utröstad av tittarna.                                                |
| Per "Pelle" Sigbjørn Kravik | 26    | Oslo         | 1                | 103                 | Originaldeltagare. Slutade på fjärde plats i finalomröstningen.                         |
| Philip Hjertén              | 28    | Borås        | 1                | 41                  | Originaldeltagare. Tvingades lämna huset p.g.a. regebrott.                              |
| Sondre Hjertaas             | 20    | Sarpsborg    | 8                | 26                  | Wildcard. Valdes in av tjejerna i huset, utröstad av tittarna.                          |
| Ståle Vollan                | 29    | Lillehammer  | 1                | 6                   | Originaldeltagare. Tvingades lämna huset p.g.a. regelbrott.                             |
| Thomas Weyshaupt            | 40    | Oslo         | 7                | 30                  | Gick in i huset som ersättare för Ståle. Lämnade huset frivilligt.                      |
| Thorbjørn Andersen          | 28    | Skjeberg     | 1, 69            | 75                  | Originaldeltagare. Utröstad av tittarna.                                                |

## Teman och nominerade
Varje vecka fick deltagarna tävla under olika teman/utmaningar. Under varje tema fick deltagarna och/eller Big Brother nominera två eller fler deltagare till utröstning. Sedan var det upp till tv-tittarna att genom SMS-röstning bestämma vem/vilka av de nominerade som skulle få lämna huset den veckan. Ibland kunde deltagare bli autonominerade av Big Brother (för exempelvis dåligt uppförande) eller bli tvingade att avbryta medverkan av olika skäl. Vissa veckor kunde det också förekomma att nomineringen ströks då Big Brother nominerade samtliga i huset.
Tabellen nedan redovisar veckornas teman, de nominerade, de immuna, eventuella jokrar samt vilka som blev utröstade. Uppdragsveckorna inleddes på söndagarna i huset, men på torsdagarna skedde livesändningen där som oftast minst en person per vecka fick lämna huset.
| Tävlings vecka | Tema                         | Uppdrag | Resultat                                                  | Resultat                                                        | Resultat                                                           | Resultat                 | Wildcards (ej i huset)                                | Anmärkning |
| Tävlings vecka | Tema                         | Uppdrag | Immunitet                                                 | Nominerade                                                      | Utröstad                                                           | Avbröt medverkan         | Wildcards (ej i huset)                                | Anmärkning |
| -------------- | ---------------------------- | --- | --------------------------------------------------------- | --------------------------------------------------------------- | ------------------------------------------------------------------ | ------------------------ | ----------------------------------------------------- | --- |
| 1 31/8-3/9     | Gemenskap/ laganda           | Deltagarna var indelade i svensknorska par (kille och tjej) och skulle sedan tävla i olika grenar under veckan. Varje par skulle också dela sovplats under veckan. | Anna & Erland                                             | Anders, Paulina, Felicia, Mari-Lene                             | Paulina                                                            | -                        | In dag 2: Anna & Erland --- Ut dag 1: Krissy & Sondre | - Från början gick tolv deltagare in i huset, dagen efter kompletterades huset med ytterligare två deltagare. |
| 2 4-10/9       | Tjejerna bestämmer           | Killarna fick flytta in i uppdragsrummet samtidigt som resten av huset blev ett "Ladys resort" för tjejerna. Tjejerna hade under veckan tillgång till lyx och hade dessutom makten i huset. | -                                                         | Anna, Anders, Caroline, Felicia, Julia, Jenny, Mari-Lene, Pelle | Felicia                                                            | Ståle                    | I ordning: Thomas, Sondre, Anton, Christoffer, Krissy | - På grund av ett regelbrott tvingades deltagaren Ståle att med omedelbar verkan lämna huset. Ståle ersattes sedan den sjunde dagen av Thomas. - Under veckan fick tjejerna i huset i uppdrag att välja in fyra wildcards i huset. Första valet gick på deltagaren Sondre, sedan deltagaren Anton, och slutligen deltagaren Christoffer. Det fjärde och sista wildcardet blev Krissy. - Big Brother valde att autonominera samtliga tjejer i huset, utom Krissy. Detta för att tjejerna hade diskuterat öppet vilka de ville nominera till utröstningen. Varför Krissy inte blev nominerad berodde på att hon vid tillfället för autonomineringen inte befann sig i huset. I övrigt beslöt Big Brother att endast killarna skulle vara nomineringsbara denna vecka. |
| 3 11-17/9      | Teambuilding/ challenge week | Deltagarna delades upp i fyra lag och tävlade i olika samarbetsgrenar under veckan. Det vinnande laget blev sedan immuna mot utröstning den kommande veckan. | Anders, Ioana, Jenny F., Pelle                            | Anton, John, Sondre, Thorbjørn                                  | Anton                                                              | -                        | Jenny F., Ioana                                       | - Under livesändningen den 11 september presenterades ytterligare två jokrar i tävlingen: Jenny och Ioana. De båda fick av Big Brother två veckors immunitet och dessutom tillgång till ett eget sovrum i huset. - Deltagaren Pelle fick i uppdrag av Big Brother att vara så kallad mikrofonansvarig. Då Big Brother ansåg att Pelle klarade av detta uppdrag bra fick han som belöning att bli immun mot utröstning denna vecka. Han fick dessutom ge bort en immunitet till en kamrat. Pelle valde att ge immuniteten till deltagaren Anders. - Big Brother valde att inte låta deltagarna hålla i nomineringarna denna vecka, utan autonominerade fyra killar som under veckan brutit mot husets regler.                                                        |
| 4 18-24/9      | Musik/ power hit             | Under veckan spelade deltagarna in denna säsongs officiella Big Brother-låt med artisten Niello. Varje deltagare fick göra en audition för Niello och sedan valdes åtta deltagare ut att medverka vid inspelningen. Under veckan blev uppdragsrummet omdöpt till Green room och ett av husets sovrum blev en musikstudio. Under livesändningen presenterades och framfördes den färdiga låten, som heter "Ikaros". | Anders, Ioana, Jenny, Jenny F., Mari-Lene, Pelle, Philip, | Sondre, Thomas                                                  | Sondre                                                             | -                        | -                                                     | - I livesändningen dag 19 fick deltagaren Jenny Fernandez-Bolstad i uppdrag att under 48 timmar totalignorera deltagaren Philip Hjertén. Om hon klarade uppdraget skulle de båda få immunitet i två veckor och vid en förlust skulle båda ha blivit autonominerade till denna veckas utröstning. Efter 48 timmar hade gått meddelade Big Brother att Jenny hade klarat uppdraget. Dessutom meddelade Big Brother att immuniteten för Anders och Pelle kvarstod då deltagarna inte fick nominera veckan innan. - Deltagarna som valdes ut till musikinspelningen var Anders, Erland, Ioana, Julia, Krissy, Philip och Thorbjørn. |
| 5 25/9-1/10    | Sten, sax, påse              | Deltagarna delades in i tre lag (lag Sten, lag Sax och lag Påse). Varje lag bestod från början av fem deltagare, som samtliga kedjades fast med rep mellan varandra. Samtidigt var huset indelat i fem zoner där varje lag enbart fick vistas i en zon åt gången (endast ett lag per zon). Vid olika tidpunkter bad Big Brother att lagen skulle byta zoner med varandra och då fick lagen 15 sekunder på sig att göra detta. Ville två lag byta zon med varandra skulle de gå efter reglerna för leken Sten, sax, påse (som avgjorde vem som vann rätten att byta rum). Lagmedlemmar som eventuellt bröt mot spelreglerna blev autonominerade medan övriga blev belönade efter att leken tagit slut.                                                      | Jenny, Philip                                             | Anders, Krissy, Jenny F., Pelle                                 | Jenny F.                                                           | Ioana, Mari-Lene, Thomas | -                                                     | - Under livesändningen den 25 september fick deltagaren Anders besök av sin mamma Mari-Louise. Hon fick sedan bo i huset under ett dygn. - Dag 28 i huset valde deltagaren Ioana att frivilligt lämna Big Brother-huset då hon mått dåligt under ett par dygn. Två dagar senare valde även deltagaren Thomas att bryta sin medverkan då han inte gillade spelreglerna i veckans uppdrag. Efter detta valde tre deltagare (Anders, Krissy och Pelle) att hoppa av veckans uppdrag, vilket resulterade i att de blev autonominerade av Big Brother. Under livesändningen den trettiotredje dagen valde Mari-Lene att lämna huset. - Denna vecka fick varje lag vid nomineringstillfället gemensamt bikta sig och inom lagen meddela vem man ville nominera.           |
| 6 2-8/10       | Kreativitet                  | Deltagarna fick denna vecka inget uppdrag att utföra, utan skulle istället arbeta med att vara kreativa. | -                                                         | Christoffer, Julia, Krissy, Thorbjørn                           | Julia                                                              | -                        | Malin                                                 | - Under livesändningen den 2 oktober fick deltagaren Malin Irgens Hylland gå in i huset. - Tittarna gavs i uppdrag att genom en webbröstning bestämma vem av deltagarna i huset som under kommande veckan skulle få makt att bestämma över de andra deltagarna. |
| 7 9-15/10      | Fängelse                     | Under veckan blev huset förvandlat till ett fängelse. Efter tittarnas omröstning utsågs deltagaren Anders till fängelsedirektör och fick därmed makt att bestämma över de andra i huset. Anders fick i uppdrag att utse två fångvaktare (Pelle och John), medan övriga deltagare blev husets fångar. Efter veckans diskvalificering fick deltagarna in ny information från Big Brother som bland annat innebar att deltagaren Malin hade ersatt Johns plats som fångvaktare och att fångarna vid tillfället skulle flytta in i uppdragsrummet, som hade gjorts om till fängelse. Utöver detta meddelades det att fångvaktarna också blivit immuna denna vecka.                                                                                             | Anders, Malin, Pelle                                      | Anna, Caroline, Christoffer, Erland, Jenny, Krissy, Thorbjørn   | Ingen                                                              | John, Philip             | -                                                     | - John och Philip blev dag 41 tvungna att lämna huset med omedelbar verkan då de brutit mot Big Brothers regler. - Denna vecka skedde ingen utröstning utan istället skulle tittarna rösta fram två personer som fick flytta in i ett separat rum i huset kallat Drömboxen. De övriga deltagarna i huset trodde dock att de två personerna fick lämna huset på riktigt, men de två "utröstade" fick sedan få gå in i huset igen efter ett par dagar. De enda nomineringsbara till detta uppdrag var de som spelade fångar. Tittarna röstade fram att deltagarna Anna och Jenny skulle få gå in i Drömboxen. |
| 8 16-22/10     | Yes, Big Brother             | Under veckan fick deltagarna en och en (ibland två och två) gå in i belöningsrummet. Deltagarna fick frågor att besvara med fraserna "Yes Big Brother" eller "No Big Brother", där svaren var kopplade till en konsekvens som skulle efterföljas. Svarade en deltagare "No" mer än två gånger blev denne autonominerad. | Anders, Henrik, Johanna, Malin, Pelle                     | Caroline, Christoffer, Erland, Krissy, Thorbjørn                | Caroline                                                           | -                        | Henrik, Johanna                                       | - Big Brother beslöt att låta Anders, Henrik, Johanna, Malin och Pelle vara immuna medan Krissy och Christoffer blev autonominerade på grund av regelbrott under veckan. |
| 9 23-29/10     | Hela året på en vecka        | Under veckan fick deltagarna i huset genomgå teman som handlade om de olika årstiderna. Varje dag skedde en ny årstid där deltagarna skulle utföra ett uppdrag kring det temat. Dessutom genomfördes en så kallad skräcknatt i huset, vilket skedde dag 60. | Anna, Malin                                               | Anders, Christoffer, Erland, Henrik, Johanna, Krissy, Pelle     | Henrik                                                             | -                        | -                                                     | - Under livesändningen dag 54 skedde en livenominering där deltagarna fick nominera öppet. Varje deltagare hade 30 sekunder vardera på sig att nominera tre personer till utröstning alternativt fanns möjligheten att nominera sig själv (till en så kallad autonominering). De två första personerna som nominerade någon utom sig själva (Anna och Malin) fick immunitet. Övriga som inte blev nominerade (Jenny och Thorbjørn) fick ingen immunitet, däremot slipper de vara utröstningsbara denna vecka. |
| 10 30/10-5/11  | Stay Alive                   | Två av husets deltagare, Anna och Erland, fick gå klädda i batteridräkter. Uppgiften som deltagarna hade var att hålla Annas och Erlands batterinivåer så höga som möjligt genom att inte sova och slöa. Deltagarna fick under veckan använda sig av applikationer, vilka dock gjorde att energinivåerna slösades mer. Skulle deltagarna ha laddat ur batterierna skulle de straffas av Big Brother genom att få halverad matbudget, men deltagarna klarade uppdraget och behöll således sin ordinarie matbudget. | -                                                         | Johanna, Krissy, Malin, Thorbjørn                               | Malin Thorbjørn                                                    | -                        | -                                                     | - En utröstningstwist ägde rum i livesändningen denna vecka där både Malin & Thorbjørn blev utröstade och de kvarvarande i huset fick avgöra vem som skulle få stanna kvar. Deltagarna i huset valde att Thorbjørn skulle få komma in i huset igen, vilket gjorde att Malin fick lämna Big Brother. |
| 11 6-12/11     | Freeze                       | När Big Brother ropade ut frasen "Freeze" så skulle samtliga deltagare i huset stå helt stilla på den position de just befann sig på. Detta skulle sedan fortsätta fram till Big Brother ropade ut frasen "Release". Mellan det att deltagarna stod still och sedan fick röra sig igen skickade Big Brother in några oväntade hälsningar och överraskningar till deltagarna. | Anna                                                      | Christoffer, Erland, Johanna, Jenny, Thorbjørn                  | Thorbjørn                                                          | -                        | -                                                     | - Under veckan infördes en duellspak som innebär att om någon deltagare drog i spaken fick denne utmana en annan deltagare och sedan fick tittarna genom en webbomröstning bestämma vilken av de två duellanterna som ska bli autonominerad respektive immun. Duellspaken fanns med även under senare veckor. Christoffer valde att dra i duellspaken och utmanade Anna. |
| 12 13-19/11    | Viktnedgång & podcast        | Under veckan fick deltagarna i uppgift att gemensamt gå ned 25 kilo på fem dagar (ca 3,1 kilo per person). Inför uppdraget fick deltagarna en fest där de fick äta mycket, för att sedan få reda på att uppdraget skulle ske. Slutinvägning gjordes sedan under livesändningen, där resultatet avgjorde hur uppdraget för kommande veckan skulle bli. Vid slutvägningen hade deltagarna totalt tre kilos övervikt varför uppdraget misslyckades. Under veckan fick deltagarna dels träna i husets gym och med olika träningscoacher. Utöver detta uppdrag skedde också en poddsändning med varje deltagare i huset som hette "The true story". Handlingen skulle kretsa kring deltagarnas privata liv och skulle innehålla minst en personligt utvald låt. | Pelle                                                     | Anna, Anders, Christoffer, Johanna                              | Christoffer                                                        | -                        | -                                                     | - Denna vecka blev deltagarna Christoffer och Johanna autonominerade till utröstning. Christoffer blev autonominerad då han hade uppfört sig illa under en festkväll i huset, medan Johanna förlorade duellen i omgången "Duellspaken" mot Pelle. |
| 13 20-26/11    | Skola                        | Under veckan blev deltagarna indelade i två lag (Grön och Blå) och tävlade sedan i olika grenar som var utformade från skolvärlden (exempelvis logik och biologi). Det vinnande laget (lag Blå) fick sedan tre extra nomineringspoäng till nästkommande veckas utröstning. | -                                                         | Anders, Anna, Jenny, Johanna, Krissy                            | Johanna                                                            | -                        | -                                                     | - Under veckan fick deltagarna också måla varsin tavla. Deltagarnas tavlor samlades sedan in och tittarna fick rösta fram vilken tavla som var bäst. - Denna vecka fick inte deltagarna i huset nominera utan denna uppgift sköttes av deltagarnas anhöriga. |
| 14 27/11-3/12  | Ignore the obvious           | Denna vecka skulle deltagarna ignorera olika saker eller personer som dök upp huset. Deltagarnas uppgift blev att hålla masken inför det som skedde och helt enkelt låtsas om att ingenting hände. Beroende på hur bra/dåligt de lyckades skulle de eventuellt få en belöning senare under veckan. | Anders                                                    | Erland, Jenny, Krissy, Pelle                                    | Jenny                                                              | -                        | -                                                     | - I den näst sista livesändningen lurade programledarna Adam och Pia deltagarna med att säga att någon i huset var en mullvad. Deltagarnas uppgift under veckan blev således att försöka avslöja vem som var "mullvaden". Den de sedan valde skulle få en fribiljett till finalveckan. Deltagarna gissade att Anders var mullvaden och han blev därmed den första finalisten för säsongen. - Under veckan fick varje deltagare i uppgift att skriva positiva hyllningar till sina kamrater i huset. Varje kväll fick sedan en deltagare per gång uppgiften att framföra en hyllning till vardera kamrat. - Denna vecka redovisades nomineringarna öppet för deltagarna.                                                                                             |
| 15 4-11/12     | Dead Man Walking             | Från början av veckan fick tittarna börja rösta på sina favoriter. Därefter tog en jury vid, bestående av tidigare utröstade deltagare denna säsong, som under en utfrågning valde ut en av finalisterna till Dead Man Walking. Resultatet slogs sedan samman med tittarnas röster och en av finalisterna utsågs till Dead Man Walking. Efter detta fick finalisterna veta om att någon hade blivit utsedd till detta men inte vem som hade blivit det. Uppdraget blev att hitta den person som hade fått titeln som skulle få lämna huset. Sedan när det bara återstod fyra personer i huset påbörjades finalomröstningen. | Anna, Anders, Erland, Pelle                               | Krissy                                                          | I ordning: Krissy (5), Pelle (4), Erland (3), Anna (2), Anders (1) | -                        | -                                                     | - Under sista veckan var de immuna finalister. - Momentet Dead Man Walking var en utröstningstwist. Efter att juryn och tittarna sagt sitt hade deltagaren Krissy blivit utsedd till Dead Man Walking (utan att hon själv visste om det). Den i huset som trodde sig vara Dead Man Walking kunde då lämna huset med en väska som innehöll 20 000 kronor samt en resa. Hade någon annan än Krissy valt att ta väskan skulle hon ha fått vara med i finalfältet igen och hade ingen valt något alls hade Krissy fått lämna huset utan väskan. Krissy valde att lämna huset med väskan inom utsatt tid. |